# غاليورن
غاليورن (بالإنجليزية: Galehorn)‏ هو أحد جبال سلسلة جبال الألب بينيني وجزء من القمة الأم يقع في كانتون فاليز, سويسرا. يبلغ ارتفاع الجبل حوالي 2797 متر، بينما يبلغ ارتفاع نتوء الجبل 176 متر.